# Стильб
Стильб (англ. stilb від грец. στίλβω — «блищу») — одиниця вимірювання яскравості поверхні в системі СГС.
1 стильб дорівнює яскравості поверхні, за якої із поверхні площею 1 см2 у напрямку, перпендикулярному до поверхні, випромінюється світло силою в 1 канделу. Стильб дорівнює 104 кд/м²=104 Ніт.
Ймовірно, вперше ця одиниця була запропонована у 1921 році Андре Блонделем. Одиницю стильб та її позначення було затверджено Резолюцією №7 9-ї Генеральної конференції мір і ваг у 1948 році.